# Ippodromo Breda
Ippodromo Breda (Ippodromo Vincenzo Stefano Breda) är en travbana i Padua i provinsen Padova i Italien, öppnad 1901.

## Om banan
Padua har en lång tradition inom travsport. På stadens torg Prato della Valle hölls landets första travtävlingar den 22 augusti 1808. Under 1800-talet blev Padua en internationell huvudstad för hästsport.
Travbanan byggdes 1901 på uppmaning av senator Vincenzo Stefano Breda, som även har gett banan dess namn. Breda var känd som en stor hästuppfödare och entusiast. Han var även den första hästuppfödaren som importerade hästar från Ryssland och USA. Breda dog 1903 och skänkte merparten av hans tillgångar till staten, inklusive travbanan.
1940 blev banan illa åtgången på grund av krig och en förödande tornado. Banan restaurerades ett par år senare, och nyinvigdes 1 maj 1962. Travbanans längd är en halv mile, 804,5 meter.
Flera stjärnhästar tävlat på banan, bland andra Varenne, Top Hanover och Viking Kronos

### Ekonomiska problem
Efter en ekonomisk kris i Italien som slog hårt mot italiensk travsport, samt en skandal som innefattade Fondazione Breda, banans ägare, stängdes banan den 18 december 2011. Banans större lopp flyttades tills vidare till Ippodromo Sant'Artemio i Treviso, medan banans mindre lopp ställdes in. Tack vare travsportsentusiaster, aktiva och lokalpolitiker i Padua kunde banan öppnas igen 2013. Tävlandet återupptogs den 20 september 2013.